# Sione Tuipulotu
Sione Tuipulotu (* 12. února 1997 Melbourne) je skotský ragbista, který hraje jako tříčtvrtka za skotský klub Glasgow Warriors. S tímto týmem vyhrál v roce 2024 United Rugby Championship. Byl dvakrát jmenován do nejlepší sestavy roku této ligy (2023, 2024).
Za skotskou reprezentaci mohl hrát kvůli původu své babičky. Po matce má italský původ a otec je z Tongy. Na MS do 20 let (2015 až 2017) reprezentoval Austrálii. V říjnu 2024 byl jmenován kapitánem Skotska. Nezúčastnil se Six Nations 2025 kvůli zranění prsních svalů. Byl součástí Britských a Irských lvů v roce 2025.
Před hraním za Glasgow Warriors hrál za Melbourne Rising australskou ligu (2015–2018) a za Melbourne Rebels Super Rugby (2016–2019). V letech 2018 až 2021 hrál v Japonsku za družstvo Shizuoka Blue Revs. Od sezony 2021/22 hraje za Glasgow Warriors. Smlouvu podepsal do léta 2028.